# 出来心
『出来心』（できごころ）は古典落語の演目。別名『花色木綿』（はないろもめん）。泥棒噺の一席に数えられる。かしこくない泥棒が入った先が貧乏な家で、住人が大家に「盗みに入られて家賃が払えない」とでたらめな言い訳を並べるのに腹を立てて出てきてしまうという内容。上方落語では『盗人出来心』（ぬすっとできごころ）の演題がある（『花色木綿』も併用される）。
原話は文化5年（1808年）に刊行された十返舎一九『江戸前噺鰻』所載の「ぬす人」。また、類話として寛政頃刊の『絵本噺山科』巻三所載の「しな玉」がある。

## あらすじ
「広い庭のある家に侵入しろ」といったら公園に忍び込み、「電話でもひいてあってこぢんまりしたところを狙え」と言われたら交番に盗みに行ってしまうような間抜けな泥棒が主人公。
兄貴分にも見限られ「泥棒を廃業しろ」と宣告された泥棒は、何とか自分の実力を証明しようととある貧乏長屋に忍び込む。ところが、忍び込んだ部屋には空き家だと勘違いしそうなぐらい何もなく、おまけに物色している最中に何と家人が帰ってきてしまった。あわてた泥棒はひとまず縁の下にもぐりこむ。入れ違いで入ってきた家人（八五郎）は、荒らされた室内を見るやものすごい勢いで部屋を飛び出し、何故か家主を連れて戻ってきた。
実はこの男、家賃を払えずに困っていたのだが、たまたま泥棒が入ってきたのをいいことに『泥棒に入られ金を持っていかれたから』と家賃を免除してもらおうと考えていたのだ。八五郎からインチキの事情を聞いた家主は、「被害届を出すから」と彼に何を盗られたのかと質問。あせった八五郎は、家主が羅列した「泥棒が盗って行きそうな物」を総て盗られたといって急場をしのごうとした。
ところが、途中で布団（裏地が花色木綿で出来ていた）が出るや、それ以後に家主が挙げた洋傘や紋付、果ては箪笥に至るまで総て「裏が花色木綿」と答えてしまったため話はどんどんおかしくなり、おまけに八五郎のインチキ話に激怒した泥棒が飛び出してきたため嘘は見破られてしまう。
結局、見つかってしまった泥棒は、家主に泥棒に入った理由を訊かれ、以前兄貴分に教わったとおり「出来心で」と答えて許してもらう。次に八五郎がインチキ話をした理由を訊かれ「つい、出来心で…」。

## バリエーション
落ち（サゲ）の部分で、家主に泥棒に入った理由を訊かれる所までは同じだが、理由として泥棒が「裏が花色木綿」と答えてしまったり、「一体どこから入ったんだ? 」と訊かれて「裏から入りました」「どこの裏だ? 」「へえ、裏は花色木綿」と答えてしまうパターンがある。この場合は、『花色木綿』というタイトルで演じられる場合が多い。
新米の泥棒が「田中利助（たなかりすけ）さんのお宅はどちらですか? 」と、家をたずねる場合がある。この“田中利助”とは2代目三遊亭円歌の本名であり、8代目春風亭柳枝が使ったことから、一部の落語家は今も使い続けている（なお、柳枝は『花色木綿』として演じた）。また「田中利助」でない場合は、大体は演者自身の本名であることが多い。
一方、上方落語の『花色木綿』は笑福亭一門によって手がけられることがあり、6代目笑福亭松鶴、6代目笑福亭松喬、7代目笑福亭松喬という師弟三代の流れでは、「草井平助（くさい へぇすけ）さんのお宅は…」と演じている。7代目松喬は、八五郎の嘘がバレる場面に“ホラ吹き漫才”で知られる横山たかし・ひろしの横山たかしのギャグを取り入れている。

## 題材について
「花色木綿」の『花色』とはツユクサの色のことで、藍染の紺に近い青色である。ツユクサの別名のひとつに縹（はなだ）があり、「縹色」が変化した言葉である。